# Televox
Televox is de naam van de televisieprogramma's van het Belgische leger.
De landelijke programma's duren een half uur en zijn te zien op één (op zaterdag) en op de RTBF. Op de regionale zenders is een programma van tien minuten te zien.